# 219

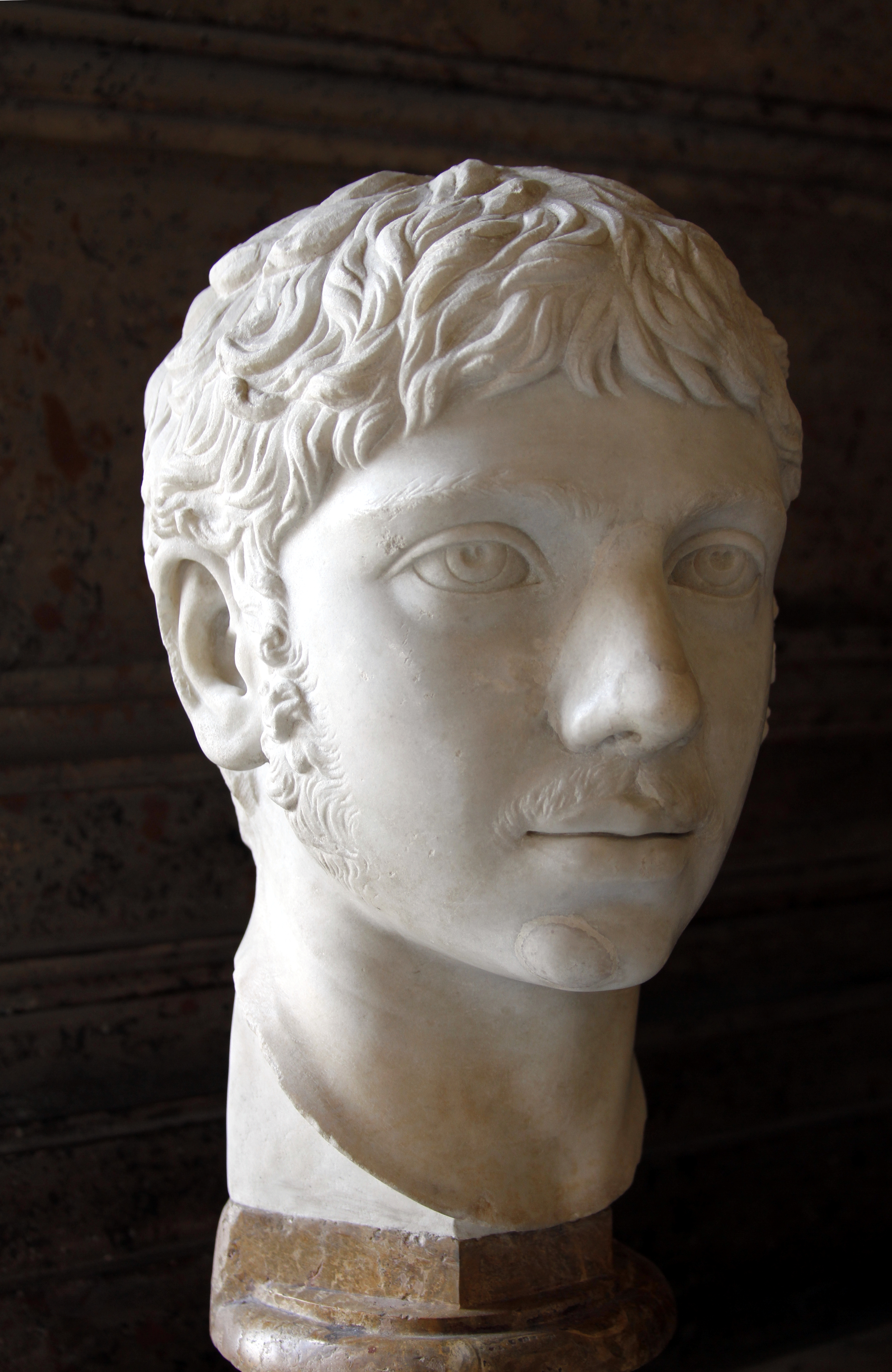
Keizer Elagabalus

Het jaar 219 is het 19e jaar in de 3e eeuw volgens de christelijke jaartelling.

## Gebeurtenissen

### Italië
- De Senaat erkent de 15-jarige Elagabalus als keizer van Rome en aanvaardt hem als zoon van Caracalla.
- Elagabalus's moeder Julia Soaemias en zijn grootmoeder Julia Maesa worden tot Augusta (keizerin) benoemd.
- Elagabalus treedt in het huwelijk met Julia Paula. In Rome worden er festiviteiten (donativa) gehouden voor de Romeinse burgerij.
- Elagabalus laat op de Palatijn de Tempel van Elagabal bouwen voor de heilige "zwarte steen" (Elagaballium) uit Emesa (Syria).

### China
- Beleg van Maicheng: Krijgsheer Guan Yu van het koninkrijk Shu wordt geëxecuteerd bij de vestingstad Maicheng (Hubei).

## Overleden
- Guan Yu (59), Chinees veldheer